# Madonna del tappeto
La Madonna del tappeto (Madonna col Bambino tra i santi Giovanni Battista e Giovanni Evangelista) è un affresco staccato (192x173 cm) di Vincenzo Foppa, datato 10 ottobre 1485 e conservato nella Pinacoteca di Brera a Milano.

## Storia
L'opera proviene dalla sovrapporta della sagrestia della chiesa milanese di Santa Maria di Brera, da cui fu staccato con la tecnica dello stacco vero e proprio e dello stacco a massello prima del 1884, anno di ingresso nella galleria milanese. Dalla stessa chiesa proviene anche il san Sebastiano, sempre a Brera. L'opera legata all'interesse di Foppa verso la prospettiva e il gusto archeologico di Bramante, attivo a Milano dal 1479.
L'affresco ebbe un certo successo per la sua originale ricerca spaziale, venendo ripreso pochi anni dopo da Bergognone per un affresco nel transetto della Certosa di Pavia.

## Descrizione e stile
L'affresco, dal caratteristico aspetto opaco, è stato dipinto a calce ed è stato staccato dalla prete originaria tramite la tecnica dello stacco vero e proprio e quella dello stacco a massello.
Rappresenta la Vergine e il Bambino, che si affacciano da un balcone marmoreo da cui pende un prezioso tappeto di fattura orientale, su cui è poggiato il Bambino. I due sono rappresentati sotto un monumentale arco a tutto sesto, del quale si vede in scorcio l'intradosso con marmi policromi che simula una volta a lacunari, decorato da medaglioni con profili ed altri elementi desunti dall'antichità. Ai loro lati si trovano le figure di san Giovanni Battista e san Giovanni Evangelista, entrambe di giovane aspetto, inginocchiate. San Giovanni Battista (a sinistra) indica la Vergine ma posa lo sguardo sullo spettatore, coinvolgendolo, al contrario di san Giovanni Evangelista, che guarda la Vergine.
L'artista si concentrò sull'effetto scenografico della composizione, studiando una prospettiva "da sott'in su" per la particolare collocazione originaria, posta piuttosto in alto.